# Jeux équestres de Ljubičevo

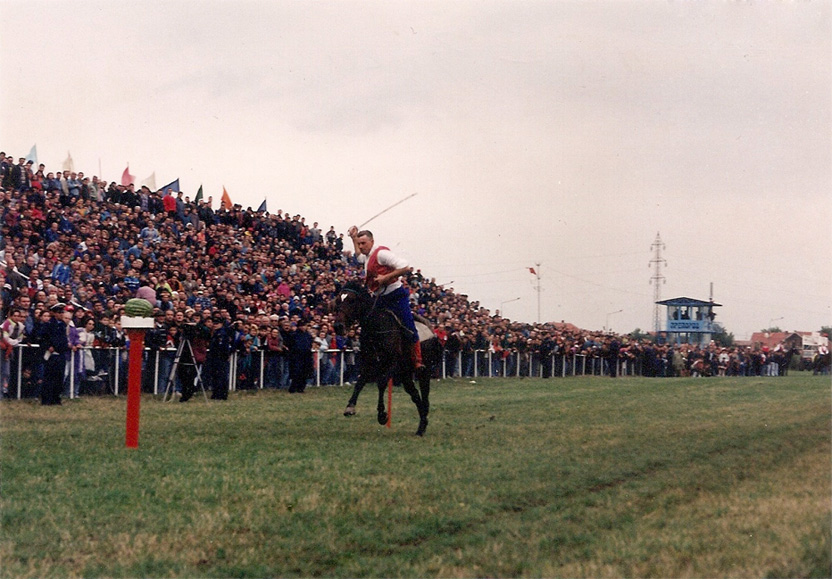
Nebojša Dozet, chevalier des Jeux équestres de Ljubičevo en 1996, 2000 et 2001

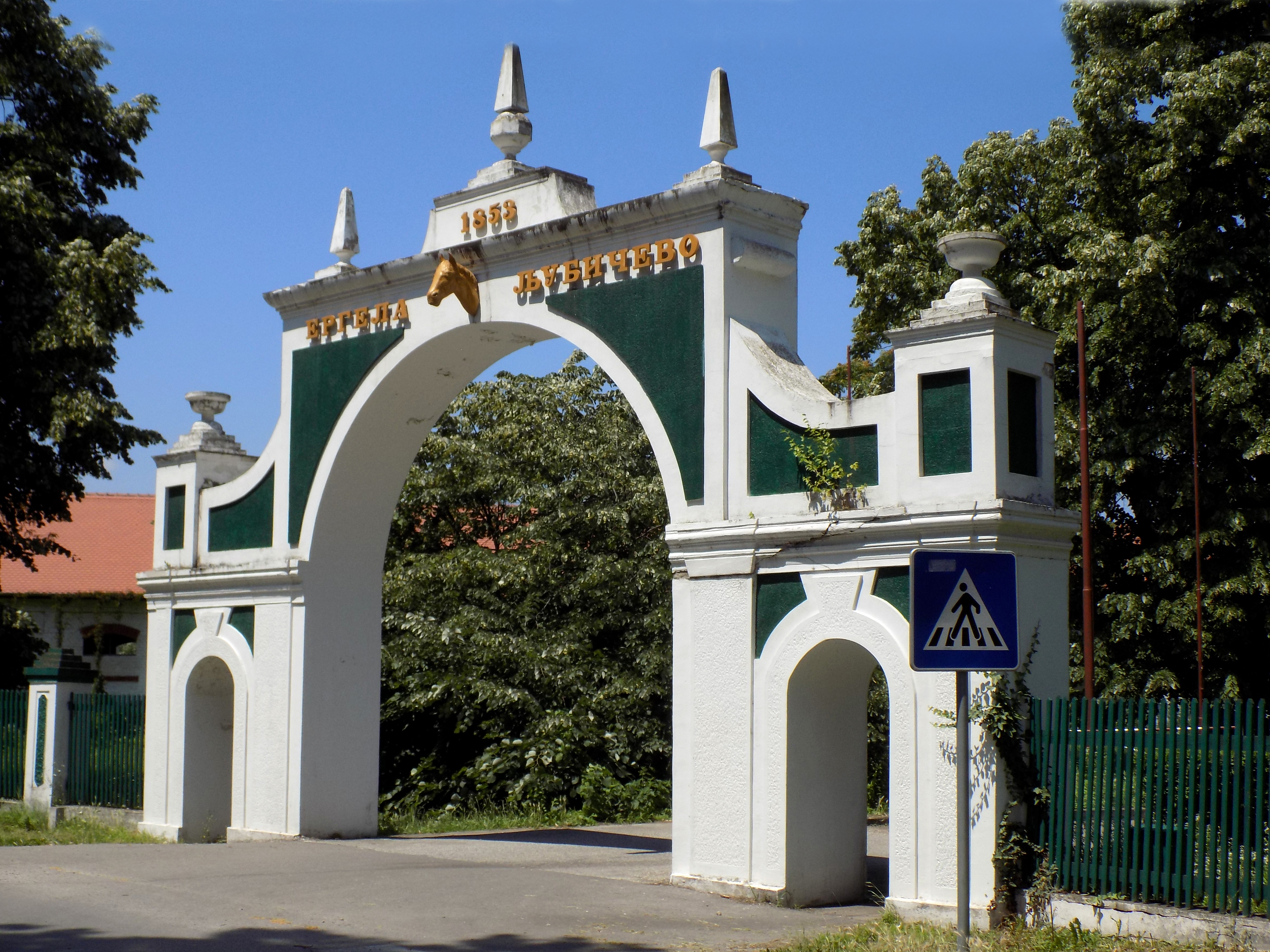
Haras de Ljubičevo - porte principale

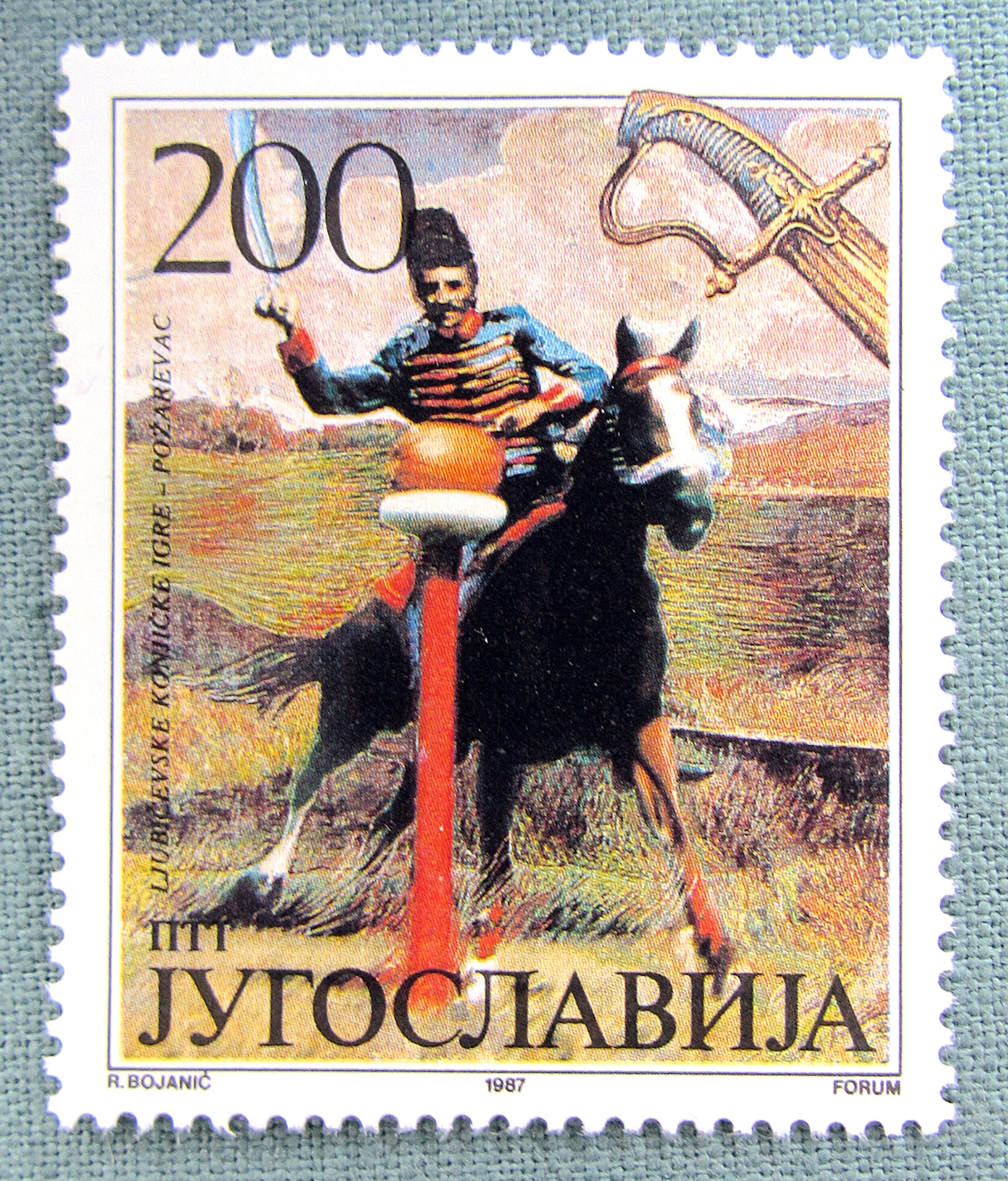
Jeux équestres de Ljubičevo sur un timbre de Yougoslavie de 1987

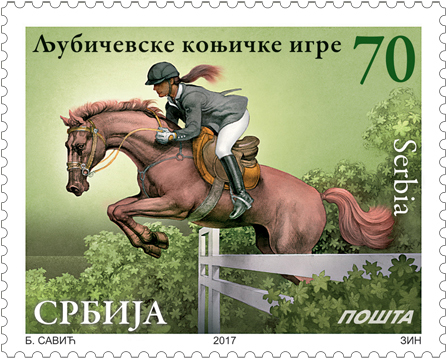
Jeux équestres de Ljubičevo sur un timbre de Serbie de 2017

Les jeux équestres de Ljubičevo (serbe : Љубичевске коњичке игре / Ljubičevske konjičke igre) sont un tournoi équestre ainsi qu'un festival culturel organisé chaque année à Požarevac. En 2013, le tournoi a fêté ses 50 ans et a été un événement central dans toute la région. Il a lieu chaque première semaine de septembre.

## Histoire
Sur la rive droite de la rivière Velika Morava se trouve l'une des plus anciennes écuries de Serbie, nommée ljubačevo. À cet endroit, avant la fondation de l'écurie, se trouvait une grande propriété agricole de Miloš Obrenović I, prince de Serbie appelée "Morava". En avril 1860, Miloš fait don de sa propriété au pays. Dans le même temps, Miloš ordonne que l'écurie d'un lieu appelé Ćuprija soit déplacée vers sa propriété. Cette écurie a été établie plus tôt par Aleksandar Karađordević. La seule chose qui reste à Ćuprija est la succursale Dobričevo, et à l'automne 1860, la grande écurie a été construite à Ljubičevo et l'ensemble du complexe y a été déplacé. Pendant le gouvernement du prince Mihajlo en 1866, lorsque le directeur était Aga Jefta, en l'honneur de la princesse Ljubica, épouse de Miloš Obrenović Ier, prince de Serbie, la propriété agricole s'appelle Ljubičevo.

## Dunavsko kolo
A la fin du XIXe siècle, avec  la fondation du Dunavsko kolo, club de cavaliers nommé "Knez Mihajlo" à Požarevac, les tournois de courses de chevaux commencent. Ce genre de tournois a eu lieu plus d'une fois en un an, surtout en septembre. L'un de ces tournois eut lieu le dimanche 4 septembre 1932 sur la piste "Mihailovac", à 15 heures.

## Exposition de chevaux à Ljubičevo
Outre les courses de chevaux, les cavaliers de Dunavsko kolo "Knez Mihajlo" de Požarevac ont également organisé une exposition de chevaux. Elle était située dans la zone de la caserne du neuvième régiment d'infanterie à neuf heures du matin. L'exposition était divisée en 7 classes compétitives selon l'âge et la fertilité. Le sponsor principal de l'exposition était le Ministère de l'Agriculture qui a fait don aux cavaliers de Dunavsko kolo d'une aide de 2000 dinars. Au cours de l'exposition, ils ont décerné des prix pour chaque catégorie, 1ère place 300 dinars, 2ème place 200 dinars et 3ème 100 dinars. Le jury qui a évalué les chevaux était composé des personnes les plus compétentes de Požarevac, qui ont travaillé sur le plan d'élevage des chevaux. Les membres du panel étaient : le directeur de l'écurie publique "Ljubičevo" Miloš Radosavljević, le directeur de l'école d'agriculture Jovan Dulić, le consultant vétérinaire Petar Savić et Živojin Perić de Pozarevac. Avec la participation de plus de 100 chevaux de Požarevac et de tout le pays, un couple de chevaux de race de Požarevac a remporté les prix de toutes les catégories.

## Débuts des tournois équestres
Dans l'après-midi, le même jour, le tournoi a eu lieu sur la piste de course "Mihailovac". Quatre courses séparées ont eu lieu : course de dvogoda, mâle et femelle fertiles, nés en 1930 dans le pays. La longueur de la piste était de 1200m. La charge pour le mâle était de 58 kg, pour la femelle 56 kg, tandis que les métis portaient 5 kg de moins. La deuxième course était pour les juments et les mâles nés en 1929 dans le pays. La longueur de la piste était de 1800 m. La troisième course était pour tous les chevaux de 3 ans et plus. La longueur de la piste était de 2400 m. La quatrième course était pour les chevaux choisis de l'écurie publique "Ljubicevo". La longueur de la piste était de 2800 m.
Les récompenses pour les trois premières places étaient la 2100 dinar pour le vainqueur, la 2ème place 1000 et la 3ème place 600 dinars. L'écurie "Ljubičevo" a décerné des prix en cadeaux. L'exposition et les courses de chevaux ont attiré un grand nombre de participants et de spectateurs, et selon les rapports de l'époque, ce fut un succès total car cela a suscité de l'intérêt pour l'élevage de chevaux.

## Programme culturel
Au temps des tournois équestres, il y a aussi un riche programme culturel organisé pour les visiteurs. Le dimanche 4 septembre, à côté de l'exposition et des courses de chevaux, un concert du neuvième régiment d'infanterie est organisé dans le parc de la ville à 11 heures du matin et le soir. Le théâtre public de Požarevac joue "Šampion boksa" du Shwarc et de Mataran. La musique militaire du 9e régiment d'infanterie sous le régiment de Kapellmeister Dominisa Ivana est jouée dans le parc de la ville, où sont organisés habituellement des concerts, tous les dimanches et jours fériés, avec un programme d'animations. Le théâtre présente généralement ses pièces dans la nouvelle salle de la jeunesse mercantiliste tous les mardis, jeudis, samedis et dimanches. Ces jours-là, deux cinémas "Šuhart" et "Kruna" présentent divers films de leurs répertoires, avec des projections quotidiennes et nocturnes.
Les jeux équestres ont également été l'occasion de conférences scientifiques à l'Université publique, qui ont fait de Požarevac une scène culturelle dans les années 1830.